# Pholia sharpii
Pholia sharpii là một loài chim trong họ Sturnidae.